# Rasbora wilpita
Wilpita rasbor hoặc Rasbora wilpita là một loài cá vây tia trong họ Cyprinidae.
Nó chỉ được tìm thấy ở Sri Lanka.